# Арнолд I фон Зундгау
Арнолд I фон Зундгау (на немски: Arnold I von Sundgau; * ок. 905; † 953) е граф на Зундгау, гау-графство в Южен Елзас. Прародител е на графовете на Васербург и Дисен ам Аммерзе.

## Произход
Той е син на граф Лиутфрид фон Зундгау (* ок. 870; † 926) и внук на граф Лиутфрид IV фон Зундгау, господар на Монца († 910).

## Брак и деца
Арнолд I фон Зундгау се жени за Аделхайд (* ок. 915) и има един син:
- Бертхолд I фон Васербург, господар на Ризенбург и Горен Изар (* ок. 936; † ок. 26 август 990), женен 965 г. за де Бар (* сл. 954), дъщеря на херцог Фридрих I от Горна Лотарингия, граф на Бар († 978) и принцеса Беатрис Френска († сл. 987).[2]